# Néo Fáliro
Néo Fáliro, en grec moderne : Νέο Φάληρο, est un quartier du Pirée en Grèce. Il est situé au début de la zone de la baie de Falirikós. Il existe des sources qui documentent l'existence d'un quartier antique appelé Echelídes.
Ses limites commencent à partir de l'église de Panagía Myrtidiótissa et se terminent au fleuve Céphise, tandis qu'elle est limitrophe de la municipalité de Moscháto à l'est, de la municipalité d'Ágios Ioánnis (Réntis) au nord, et à l'ouest elle est une continuation du Pirée.